# 原日本勸業銀行臺南支店
原日本勸業銀行臺南支店位於臺灣臺南市中西區，建於日治時期昭和12年（1937年），原是日本勸業銀行在台灣的五家分行之一，於1937年所興建做為臺南支店使用的第二代銀行廳舍，現則作為臺灣土地銀行臺南分行使用，同時也是臺南市的市定古蹟。

## 沿革

### 日本勸業銀行在臺灣
日本勸業銀行原為日治時期繼大阪中立銀行與日本銀行之後來臺營業的日本本土銀行，在明治36年（1903年）8月13日發布日本勸業銀行土地貸款之律令後，勸業銀行遂於隔年委託臺灣銀行代理其業務。而在大正11年（1922年）時，日本政府核准其在臺北設置「支店」（分行）；而昭和3年（1928年）3月時，又核准其在臺南設立支店。
臺南支店於昭和3年（1929年）10月開始營業，起初是設在臺南驛附近的北門町二丁目（今臺南火車站前圓環）的西洋式建築物中，直到昭和12年（1937年），新的支店行舍在末廣町一丁目119番地（斜對面便是林百貨）落成啟用，是由勸業銀行營繕課自行設計，東京清水組（清水營造）施工建造，原來的第一代廳舍則由台南新報接收，後在戰後作為中華日報使用，後在1981年興建中華國賓商業大樓工程時遭到拆除。

### 戰後至今
第二次世界大戰結束後，原作為勸業銀行臺南支店的第二代建築交由國民政府接收，並在民國35年（1946年）5月，將勸業銀行改組為臺灣土地銀行，並成為其臺南分行至今，民國72年（1983年），因拓寬忠義路使建築需退縮三公尺為由，導致臺南支店的西側立面以及廊柱遭到拆除而改建部分結構。後於民國87年（1998年）6月26日由臺南市政府公告為臺南市市定古蹟。

## 建築設計
日本勸業銀行臺南支店的建築在南向與西向設有騎樓，為非西方正統古典語彙採用的近世復興式建築，其柱廊形式類似埃及神廟。柱子為仿多立克柱式，上有20道凹槽，柱頭有3道不同的花飾但沒有基座。南向有八根柱子，兩端則有厚重壁體，上頭開有尖拱窗以減少其封閉和單調感。而在西向原有五根柱子，但在擴寬忠義路時被拆毀，而西向牆面上方開有尖拱窗，下方則是平拱窗。至於轉角的兩根有水平環飾的柱子則緊貼著兩旁的厚重壁體，室內格局方面，一樓處為銀行的營業大廳，營業廳東側有二間房間，一間作為倉庫，另一間為地圖室使用，營業廳後側西面則為分行主管的辦公室，衛生及服務設施，二樓部分為大會議室、餐廳及廚房，三樓為圖書室及和室。
在柱子之上有平山牆，同時兼具女兒牆的功能，而在其簷口線則有菊花和萬字飾的裝飾，另外在柱頭的上方還會裝飾日本福神的臉。柱廊的天花板成方型，上有層層階狀線條以及中央的菊花浮雕。
另外，臺南支店建築的樣式、風格與勸業銀行的台北支店接近，幾乎繼承了該棟建築物的設計。

## 圖片

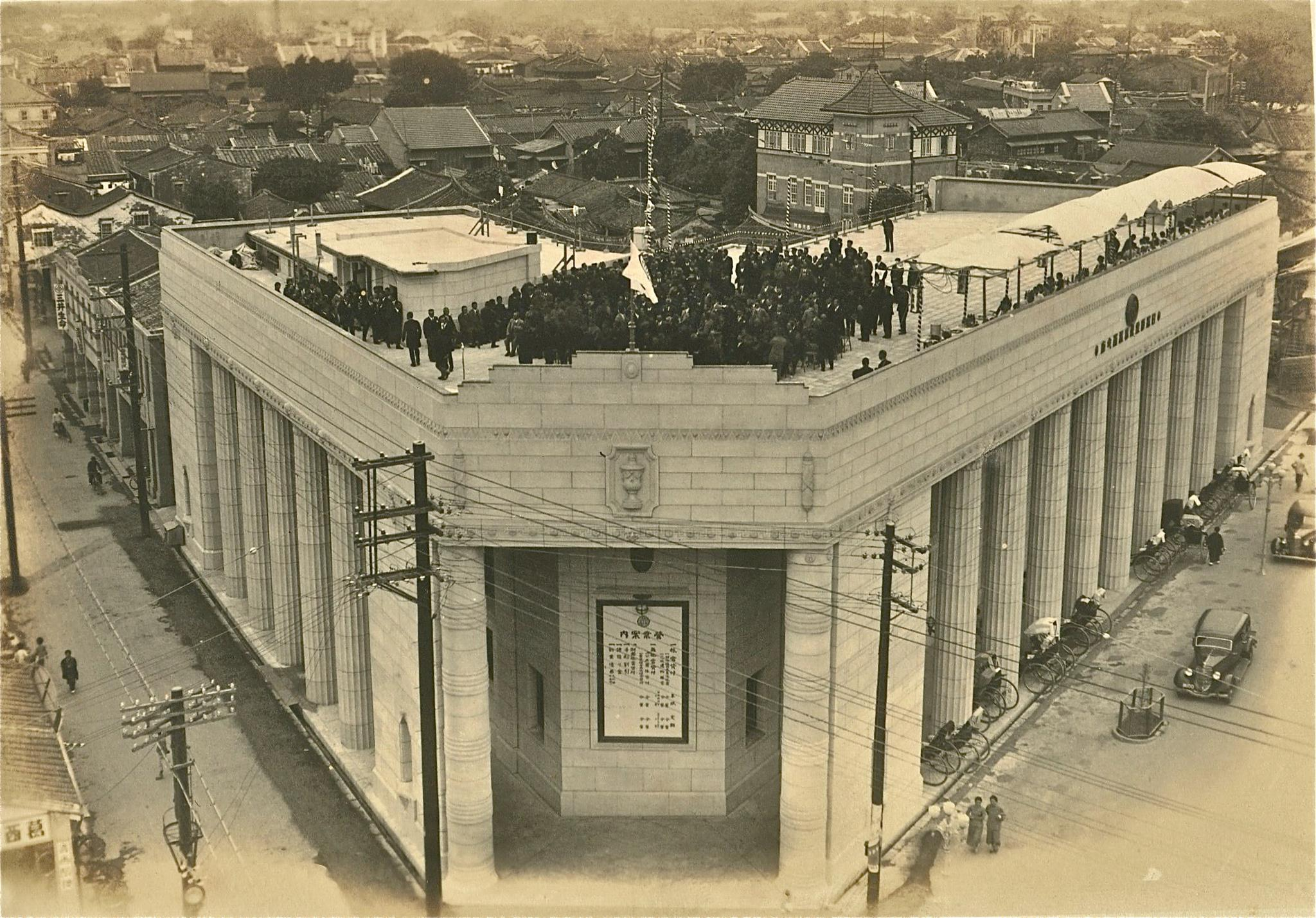
第二代勸業銀行臺南支店的落成式，於1936年12月26日所攝影
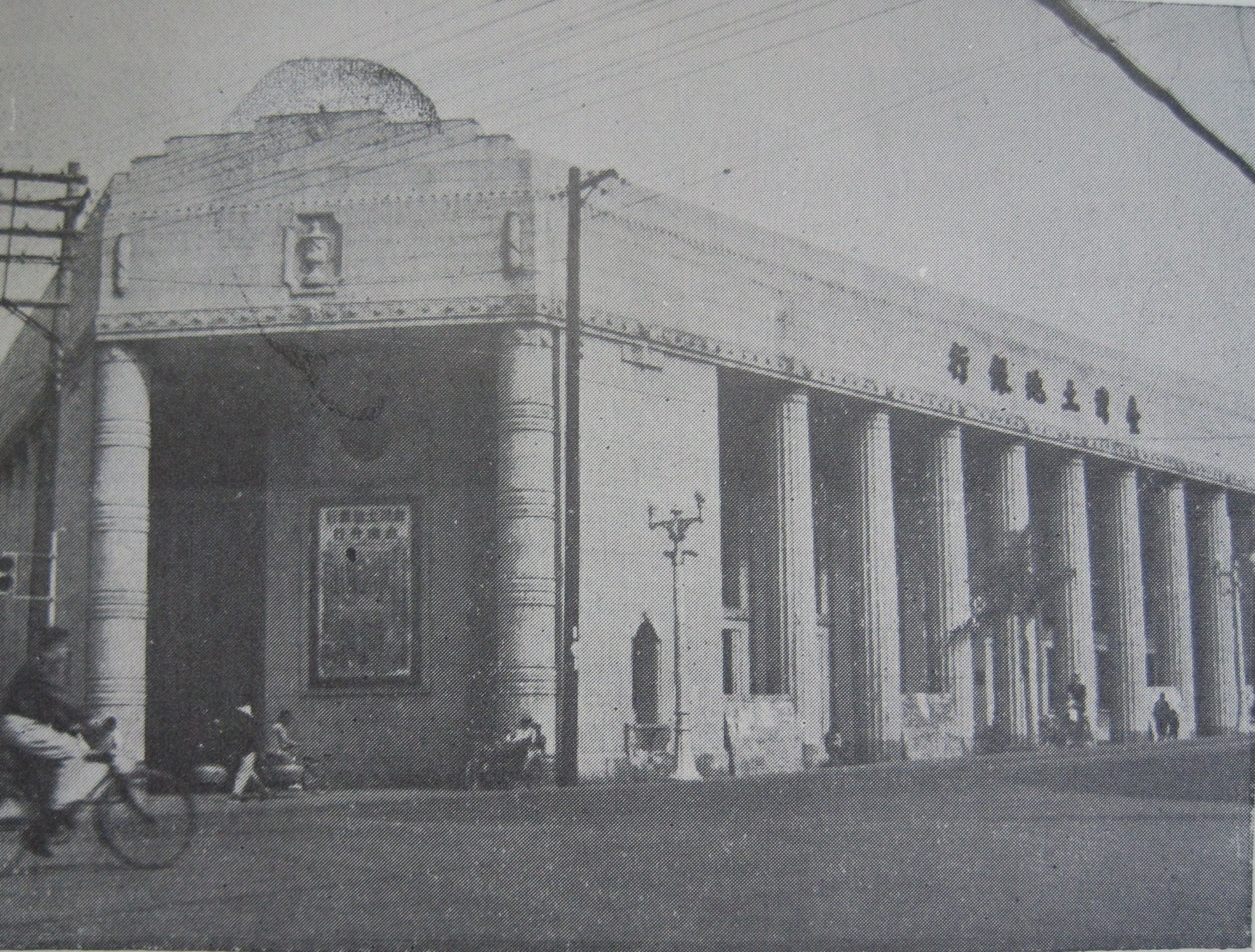
忠義路拓寬前的土銀臺南分行
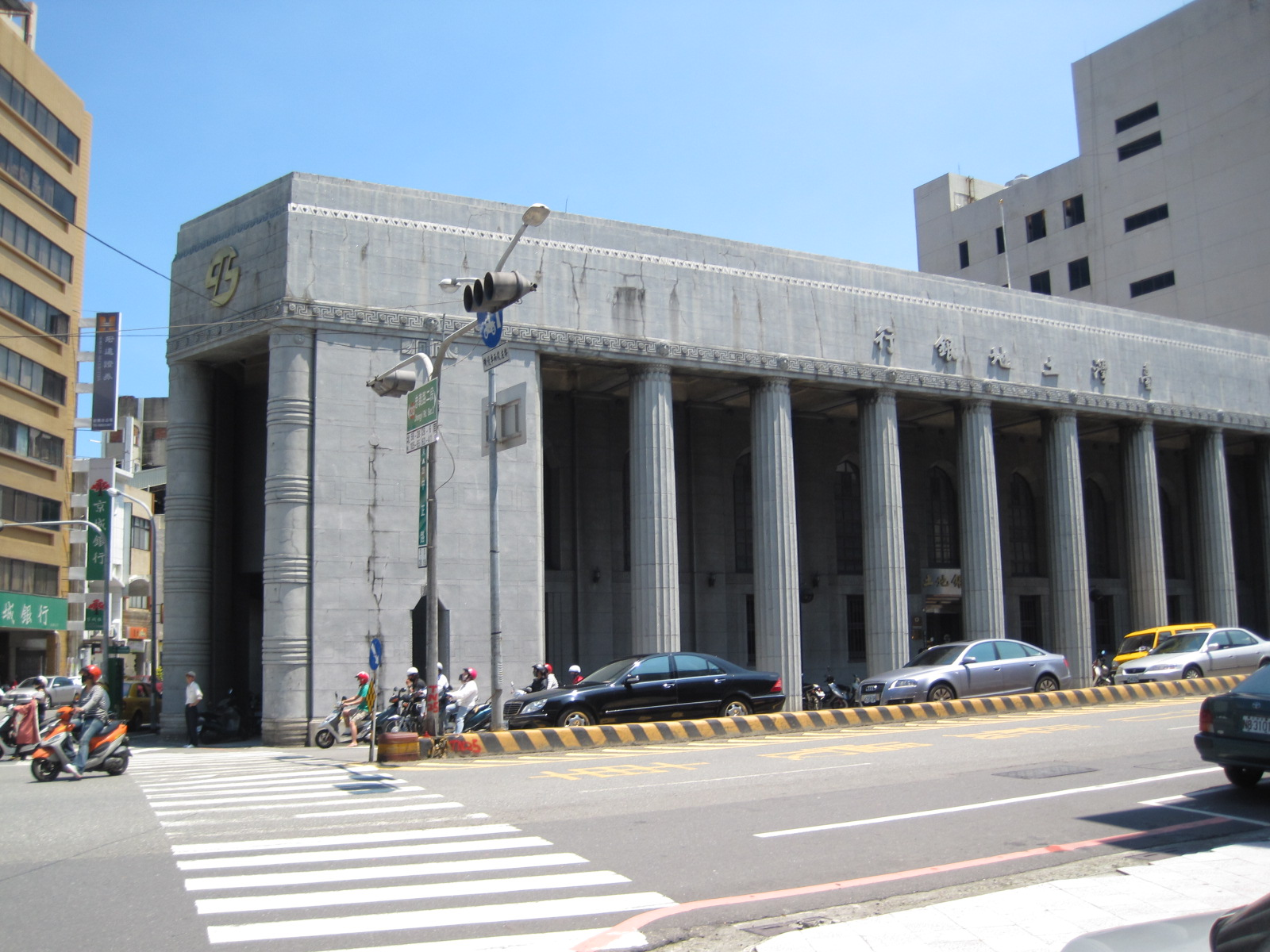
土銀臺南分行的南向牆面
土銀臺南分行的西向牆面，因道路拓寬因素，已拆除過去的仿多立克式柱子。

## 外部連結
- 原日本勸業銀行臺南支店——文化部文化資產局 （页面存档备份，存于）
- 府城和風之台南土地銀行 （页面存档备份，存于）
- 原日本勸業銀行臺南支店——文化部iCulture （页面存档备份，存于）
- 原日本勸業銀行臺南支店——臺南中西區公所 （页面存档备份，存于）